# 若いやつ
「若いやつ」（わかいやつ）は、1962年6月20日にビクターから発売された橋幸夫の23枚目のシングル（VS-741）。橋自身が主役を務めた連続テレビドラマ『若いやつ〜橋幸夫ショー〜』ならびに同名の映画作品『若いやつ』の主題歌になっている（後述）。

## 概要
1962年1月に発表した佐伯孝夫作詞、吉田正作曲の「江梨子」の大ヒットで、橋は、従来の股旅ものだけでなく青春歌謡路線を新たに開拓。「江梨子」は悲恋ものなので、夢のある青春歌謡として本楽曲は制作されている。
作詞、作曲は橋の両恩師である佐伯孝夫と吉田正。橋が主演する連続テレビドラマ「若いやつ」の主題歌として制作された。
作詞した佐伯には、類似の曲に「若い力」（1947年）がある。第2回国民体育大会で小学生4,000人のマスゲームで披露された曲で、「若い力と感激に 燃えよ若人胸を張れ 云々」で当時の運動会には欠かせない曲となっていた。これを、昭和37年の若者に置き換えて詞を制作。
佐伯は、この後も、「東京の屋根の下」という昭和23年のヒット曲（服部良一作曲、灰田勝彦歌唱）を、15年後（昭和38年）の東京に置き換えて続編（アンサーソング）「若い東京の屋根の下」を作詞し、吉田正の作曲、橋と吉永小百合のデュエットでヒットさせている。
橋はこの年シングルを13枚リリースするが、1月の「江梨子」6月の「若いやつ」9月の「いつでも夢を」で青春歌謡路線、「中山七里」（5月）「成田の花太郎」（9月）などで従来の股旅路線と、両者を併存させている。
c/wは「大学の青春」で、ドラマ原作者の北条誠の作詞、作曲は吉田正である。本楽曲もドラマの主題歌となっている。
日本ビクターのヒット賞を受賞した。

## 収録曲
1. 若いやつ
作詞：佐伯孝夫 / 作・編曲：吉田正
2. 大学の青春
作詞：北条誠 / 作・編曲：吉田正

## 収録アルバム
- 『橋幸夫全曲集』（1990年10月25日） VICL-74
- 『歌の架け橋 橋幸夫45周年記念』（2005年12月16日） VICL-60641〜2
- CD-BOXでの収録は以下のとおり。
  - 『橋幸夫大全集』（CD-BOX 6枚組 全114曲収録） [1993年9月20日発売] DISC2
  - 『橋幸夫のすべて』（CD-BOX 5枚組 全105曲収録） [2011年2月8日発売] DISC2
  - 『橋幸夫ベスト100+カラオケ15』（CD-BOX 5+1枚組） [2015年10月28日発売] Disc3

## テレビドラマ
1962年6月5日から同年12月7日までTBS系列局（一部を除く）で放送。全26話。雪印乳業（現・雪印メグミルク）の一社提供。
橋扮する地方素封家の次男坊・朝倉哲夫が東京の大学への入学を目指して上京し、慣れない都会での生活、学友や大人達との交流を通じて成長する物語である。山東昭子や瀬戸麗子が橋にからむ相手役で、そして左とん平や舟橋元などのベテラン俳優が周りの大人役で出演していた。
当時は舟木一夫のデビュー前であり、舟木のような学生服をトレードマークとする歌手は芸能界にいなかった。そんな中、粋な着流し姿が定番だった橋が学生服で「江梨子」を唄ったことから、テレビ局に橋の学生服姿をもっと見たいと多くの投書が寄せられ、このドラマの制作に至った。原作ならびに脚本は、主題歌（B面）でもある「大学の青春」の作詞担当者である北条誠が手掛けた。なお、橋が北条誠脚本のドラマで主演を演じるのは「俺ら次郎長」以来2回目である。

### 放送時間
いずれも日本標準時。
- 火曜 19:30 - 20:00 （1962年6月5日 - 1962年9月） - ネット局の中でも、朝日放送では土曜 18:00 - 18:30 に放送[注 1]。
- 金曜 19:30 - 20:00 （1962年10月 - 1962年12月7日）

### キャスト
- 朝倉哲夫：橋幸夫
- 左とん平
- 舟橋元
- 朝霧鏡子
- 沢ひろこ
- 深見泰三
- 坪内美詠子
- 清水元
- 一の宮あつ子
- 藤田佳子

### スタッフ
- 原作・脚本：北条誠
- 演出：向井爽也

| TBS 火曜19:30枠                                     | TBS 火曜19:30枠                                           | TBS 火曜19:30枠                                                                |
| 前番組                                              | 番組名                                                    | 次番組                                                                         |
| --------------------------------------------------- | --------------------------------------------------------- | ------------------------------------------------------------------------------ |
| 脱線大江戸三人男 （1961年10月10日 - 1962年5月29日） | 若いやつ〜橋幸夫ショー〜 （1962年6月5日 - 1962年9月）     | 歌まね読本 （1962年10月2日 - 1967年12月26日） 【ここから鈴木日本堂一社提供枠】 |
| TBS 金曜19:30枠                                     |                                                           |                                                                                |
| ムチと拳銃 【愛知トマト一社提供】                   | 若いやつ〜橋幸夫ショー〜 （1962年10月 - 1962年12月7日）   | 柔道一代 （1962年12月14日 - 1964年10月9日）                                    |
| TBS 雪印乳業一社提供枠                              |                                                           |                                                                                |
| 脱線大江戸三人男 （1961年10月10日 - 1962年5月29日） | 若いやつ〜橋幸夫ショー〜 （1962年6月5日 - 1962年12月7日） | 柔道一代 （1962年12月14日 - 1964年10月9日）                                    |

## 映画
シングル「若いやつ」がヒットし、連続テレビドラマも好評であったため、同じく橋主演の映画作品が松竹京都撮影所で制作され、翌1963年3月3日に公開された。上映時間は91分。カラー。松竹グランドスコープ。同時上映作は『魚河岸の旋風娘』（脚本：富田義朗 / 監督：堀内正直 / 主演：弘田三枝子）。
原作もテレビドラマから引き続き北条誠が手掛けたが、物語はドラマのストーリーとは無関係。橋扮するバス会社の一人息子・浅倉哲夫が、大学卒業前の休みに高原温泉スキー場の営業所へアルバイトに出かけるところから始まる。ロケは赤倉温泉で行われた。橋の相手役は倍賞千恵子。倍賞とはこれが初共演となり、以後も多くの映画で共演することになる。
2010年12月7日、ビデオメーカーから本作のDVDが発売された。

### キャスト（映画）
- 浅倉哲夫：橋幸夫
- 権藤寿子：倍賞千恵子
- 桐山健吉：山本豊三
- 一ノ瀬雪子：初名美佐子
- 井上武志：小坂一也
- 絹代：瞳麗子
- 篠田ちか子：若山美枝子
- 今井：志村喬
- 浅倉幸兵衛：河津清三郎
- 桐山きよ：沢村貞子
- トミ：五月女ユリ
- 六造：菅原文太
- 雪子の友達：江見しのぶ

### スタッフ（映画）
- 製作：今泉国男
- 原作：北条誠
- 脚本：高橋二三
- 監督：市村泰一
- 撮影：倉持友一
- 美術：大角純一
- 音楽：小川寛興
- 録音：森沢伍一
- 照明：仙波正巳
- 編集：小西英広
- スチル：田中利男